# ژنویو ۱۲۳۷

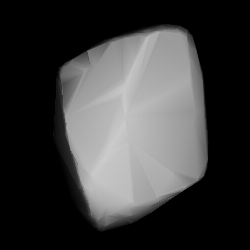
مدل سه‌بُعدی سیارک ژنویو ۱۲۳۷ بر اساس منحنی نور آن

سیارک ۱۲۳۷ (به انگلیسی: 1237 Genevieve، نامگذاری:1931XB) هزار و دویست و سی و هفتمین سیارک کشف شده‌است که در ۲ دسامبر ۱۹۳۱ و در الجزیره کشف شد.
قدر مطلق سیارک برابر ۱۰٫۷۰ است.